# محمد حسان الطيان
محمد حسَّان الطيَّان (ولد 1374 هـ/ 1955 م) عالم لغوي سوري، وباحث محقق، وأديب كاتب، وأستاذ جامعي، وعضو مراسل بمجمع اللغة العربية بدمشق، وعضو رابطة الأدب الإسلامي العالمية، وعضو خبير في منظمة (ألكسو) لتجويد اللغة العربية والنهوض بها، وعضو المجلس العلمي لمعجم الدوحة التاريخي للغة العربية، وعضو الاتحاد الدَّولي والمجلس العالمي للغة العربية. له نشاط كبير في إلقاء المحاضرات وإقامة الدورات ونشر البحوث والمقالات في علوم العربية وتقريبها إلى الخاصَّة والعامَّة.  

## ولادته ونشأته
وُلد محمد حسَّان بن حُسني بن شريف بن حسين الطيَّان في حيِّ السادات بدمشق، يوم الجمعة 13 جُمادى الأولى 1374هـ الموافق 7 يناير (كانون الثاني) 1955م، لأسرة كريمة محافظة متدينة، فأبوه الشيخ الأزهري الساعاتي حُسني الطيان الشهير بالعطَّار (لنشأته في بيت خاله الشيخ محمد العطار)، وأمُّه اعتدال بنت شفيق بن سليم المسوتي؛ حفيدة الشيخ سَليم المسوتي الملقَّب بشيخ المتوكِّلين.
نشأ محمد حسان في كنف أبيه وتلقَّى عنه في طفولته الأولى القراءة والكتابة وتلاوة القرآن، وأخذه أبوه أخذًا حازمًا للعناية بالقرآن وتعلُّمه، وإتقان تجويده، وحفظ سوره، وتعهُّد آياته؛ تلاوةً ومراجعة. وأخذ بيده إلى حلَقات العلم في جامع السادات (الأقصاب) ليتلقَّى على بعض أشياخه.

## دراسته وتحصيله
تلقَّى تعليمَه النظامي في مدارس دمشق، وظهر تفوُّقه في مادَّة اللغة العربية بجَلاء. ثم انتسب إلى قسم اللغة العربية في كلية الآداب بجامعة دمشق، وحصل منها على الإجازة (بكالوريوس) عام 1977م، وكان من الطلاب المبرِّزين، ثم على (دبلوم) الدراسات العليا من الشعبة اللغوية عام 1978م. ثم نال شهادة العالِمية (ماجستير) منها عام 1984م عن أطروحته (المعجم العربي- دراسة إحصائية صوتية مَخبَرية)، ثم شهادة العالِمية العُليا (دكتوراه) عام 1994م بمرتبة شرف عن أطروحته (جهود المالَقِي الصوتية في كتابه الدُّر النثير- دراسة وتحقيق) وكانت الرسالتان بإشراف أستاذه الدكتور شاكر الفحَّام.

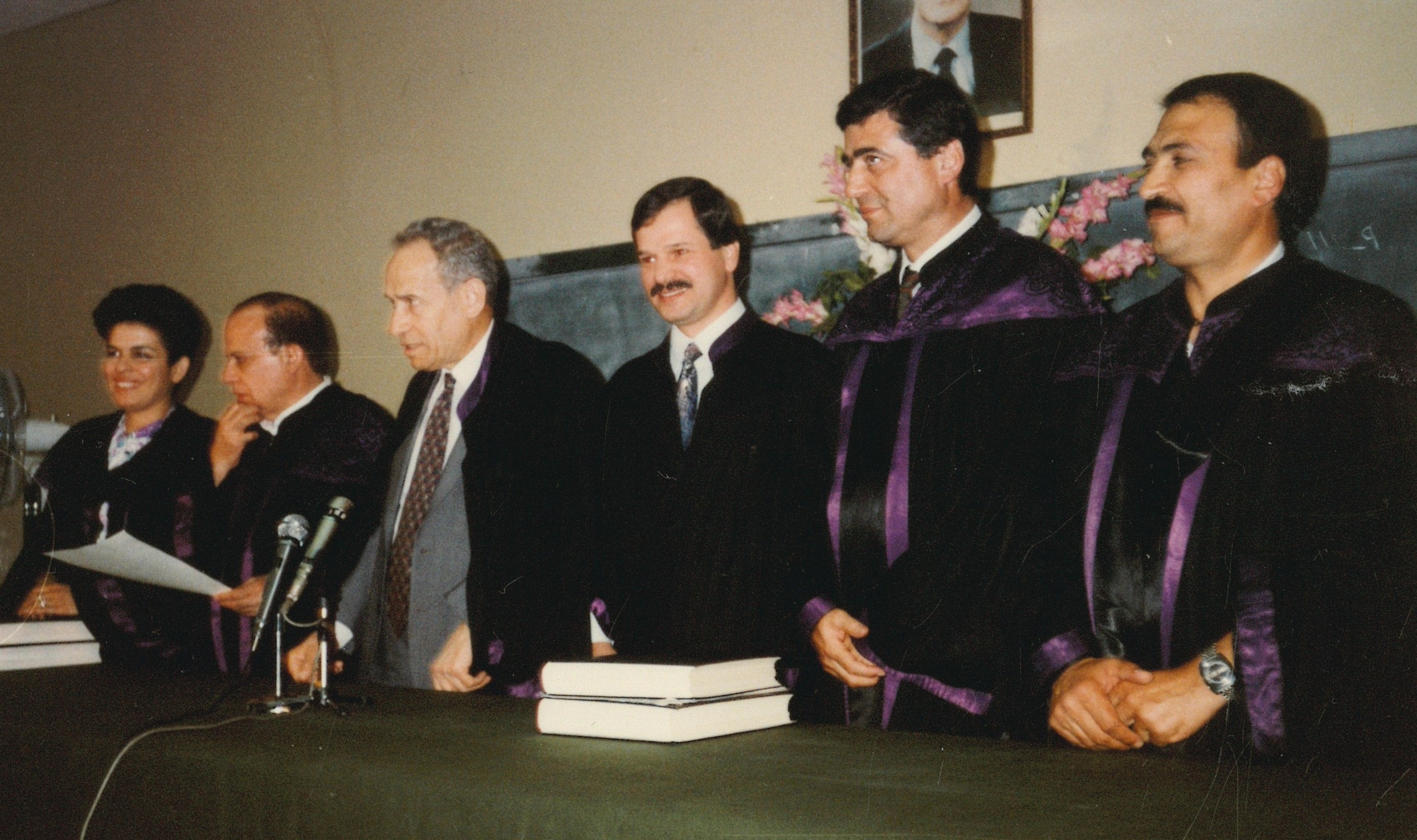
الطيان في الوسط يوم مناقشته رسالة الدكتوراه مع أعضاء لجنة المناقشة، عن يمينه أستاذه المشرف شاكر الفحَّام، وعبد الحفيظ السطلي، ومنى إلياس. وعن يساره محمد مراياتي، ومحمد طاهر الحِمصي.

ولازم العلامةَ الأستاذ أحمد راتب النفاخ في الجامعة والبيت ومركز البحوث فتخرَّج به في علوم العربية وفي المنهج القويم في تحقيق التراث العلمي العربي، وتلقَّى علوم العربية والشريعة على عدد من العلماء الأفاضل على رأسهم الشيخ محمد صالح الفُرفور، والشيخ المحدِّث شعيب الأرنؤوط. وكان خصَّه الشيخ محمد صالح الفُرفور بمجلس أسبوعي مع ولده حسام الدين الفُرفور، قرؤوا فيه فصولًا من كتاب (الكامل) للمبرِّد، و(العُمدة) لابن رشيق القيرواني في بيت الشيخ بحي مسجد الأقصاب، إضافة إلى مجلس آخرَ عامٍّ في قراءة (شرح الحِكَم العطائية) و(نوادر الأصول) للحكيم الترمذي.

## أساتذته وأشياخه
- حُسني بن شريف الطيان[9]
- محمد صالح الفُرفور[10]
- أحمد راتب النفَّاخ[11][12]
- عاصم بهجة البَيطار[13][14]
- شاكر الفحَّام[15]
- عبد الحفيظ السَّطلي[16]
- شكري فيصل
- عبد الهادي هاشم
- عبد الكريم الأشتر
- مازن المبارك[17]
- محمود الربداوي
- عدنان زرزور
- عبد الكريم اليافي
- عبد الرحمن الحاج صالح
- إحسان النص
- نبيه العاقل
- ليلى الصباغ
- محمد مراياتي
- شعيب الأرنؤوط
- بشير الشلَّاح
- مصطفى الحِمصي (والد زوجته)
- عبد القادر الأرناؤوط
- عبد الرزاق الحلبي
- حسين خطَّاب
- كريِّم راجح
- عبد الحميد البَسْيوني[18][19]
- عبد اللطيف الفُرفور
- حسام الدين الفُرفور
- هشام الحِمصي
- عبد المجيد الساعاتي الدُّومي
- محمد سكَّر

## عمله ووظائفه
عمل الطيان في مركز الدراسات والبحوث العلمية عشرين عامًا من آخر عام 1978 إلى 1999م، ضمن فريق لغوي حاسوبي رياضي بإشراف الأستاذ أحمد راتب النفاخ، والدكتور محمد مراياتي، وتوزَّعَت أعماله في أربعة مجالات هي: معالجةُ اللغة العربية بالحاسوب، وإعدادُ دراسات إحصائية وصوتية للغة العربية، وتحقيقُ التراث العلمي العربي، وتدريسُ علوم اللغة العربية (بالطريقة التقليدية، وبالحاسوب من بُعد).
ودرَّس مادَّتي العَروض واللسانيات في جامعة دمشق كلية الآداب، قسم اللغة العربية، ومادَّة اللغة العربية لغير المختصِّين في كلِّية المعلوماتية بين عامي 1980 و1999م. ودرَّس العَروض والنحو وأصول النحو ولا سيَّما كتاب (الاقتراح في أصول النحو) للسُّيوطي، في معهد الفتح الإسلامي بدمشق، وموادَّ العَروض وأوزان الشِّعر واللسانيات وعلم الأصوات واللهَجات والقراءات القرآنية في قسم التخصُّص الجامعي في معهد الفتح (فرع الأزهر) (جامعة بلاد الشام حاليًّا) من 1987 إلى 1999م.
ثم انتقل إلى الكويت للتدريس في قسم اللغة العربية بكلية الآداب في جامعة الكويت من 1999 إلى 2002م. ثم انتقل إلى عِمادة الدراسات اللغوية في الجامعة العربية المفتوحة بالكويت، أستاذًا للعربية ومنسِّقًا لمقرَّرات اللغة العربية فيها، من 2002 إلى 2021م. إضافة إلى تدريسه في جامعة الخليج للعلوم والتكنولوجيا عامي 2006- 2007م.
ورُقِّي في الجامعة العربية المفتوحة عام 2008م إلى رتبة أستاذ مشارك، ثم حصل على مرتبة الأستاذية (بروفيسور) عام 2018م. ويعمل حاليًّا أستاذًا للعربية في كلية القانون الكويتية العالمية منذ عام 2022م. ودرَّس بعضَ علوم العربية في بعض الجمعيات الكويتية كجمعية النجاة الخيرية، وجمعية الراسخون في العلم الخيرية.
وكان درَّس القرآن وتجويده وبلاغته وإعرابه وعلوم العربية في بيته، وفي بعض مساجد دمشق، منها مسجدُ العادل المجاور لبيته في ضاحية الشام الجديدة (ضاحية دُمَّر)، ومسجد التقوى، ومسجد الأبرار. ثم في مساجد الكويت والديوانيات والمعاهد العلمية فيها، ومن الكتب التي أقرأها في دمشق والكويت: (الدروس النحوية) لحفني ناصف وزملائه، و(الاقتراح في أصول النحو) للسيوطي، وفصول من (الخصائص) لابن جنِّي، و(البيان والتبيُّن) للجاحظ، و(شرح شذور الذهب) لابن هشام، و(شرح ألفية ابن مالك) لابن عَقيل، و(دروس البلاغة) لحفني ناصف وزملائه، وشرح متن (الآجُرُّومية)، و(حُسن الصياغة في فنون البلاغة) للشيخ هارون عبد الرزَّاق، وشرح كتاب (الصَّرف الصغير) للدكتور سليمان العُيوني، و(بداية البليغ) من تأليفه وهو شرح لدروس البلاغة، و(الإعراب عن قواعد الإعراب) لابن هشام.
وأشرف الطيان على عدد من الرسائل الجامعية وناقش رسائل أُخرى، وكلِّف الحكمَ على بعض بحوث الترقية، وبعض بحوث مجلة حَوليَّات كلية الآداب في جامعة الكويت؛ لاعتمادها للنشر.    

## مشاريعه العلمية
شارك في إنجاز عدَّة مشاريع لغوية حاسوبية، أهمُّها: النظام الصرفي النحوي للعربية بالحاسوب، والمعجم الحاسوبي، ويتضمَّن (قاعدة معطَيات الجذور، وقاعدة معطَيات الأفعال، وقاعدة معطَيات المصادر)، والنظام الصوتي لاختبار مفهومية الكلام، والنظام التربوي الحاسوبي للتعلُّم من بُعد (أُنجزَت مراحلُ منه بالتعاون مع الدكتوره نعمت حافظ البرزنجي من جامعة كورنيل بالولايات المتحدة)، وبرامج تعليمية في قواعد اللغة العربية (أُنجزَت بتكليفٍ ودعم من المنظمة العربية للتربية والثقافة والعلوم).
واضطَلَع بالمشاركة في تأليف الكتب المقرَّرة، وإعداد الموادِّ المساندة لمقرَّرات اللغة العربية في الجامعة العربية المفتوحة (دليل المقرَّر، ودليل الدراسة، ودليل المُعيد، ودليل المشرف الأكاديمي، وكُرَّاسات الوظائف والواجبات، وامتحانات تحديد المستوى، والامتحانات النهائية، ومَكانز الأسئلة والامتحانات الحاسوبية).
وأنجز مشروعَ الامتحان الحاسوبي لقدُرات اللغة العربية (الآيتول)، لكلية الدراسات العليا بجامعة الكويت عام 2015م. وشارك في إعداد (اختبار القلم) وهو اختبارُ مهارات اللغة العربية، معادلٌ لاختبار (التوفل) بالإنجليزية، في كلية القانون الكويتية العالمية عام 2022م. وهو مشاركٌ في (معجم الدوحة التاريخي للغة العربية)؛ عضوًا في مجلسه العلمي، ورئيسًا لفريق الكويت في المعالجة المعجمية، ومنسِّقًا ومراجعًا، ومشاركًا في اعتماد موادِّه النهائية.

## نشاطاته ومشاركاته
للدكتور الطيان نشاطٌ دائب في المشاركة في المؤتمرات والندَوات والاجتماعات العلمية، وعقد الدورات التعليمية والتدريبية، وإلقاء المحاضرات، وتقديم البرامج الإذاعية والتِّلفازية.

### عضوية اللجان
وهو عضو في عدد كبير من الجمعيات واللجان العلمية، من أهمِّها:
- عضو اللجنة التنفيذية لاتفاقية التعاون بين مركز الدراسات والبحوث العلمية بدمشق ومعهد العلوم اللسانية والصوتية بالجزائر، من 1980 إلى 1985.
- عضو الجمعية السورية لتاريخ العلوم عند العرب، معهد التراث العلمي العربي، في جامعة حلب.
- عضو الجمعية العلمية السورية للمعلوماتية بدمشق، وأمين لجنة التعريب فيها.
- عضو لجنة تقييس استعمال اللغة العربية في تقنية المعلومات TC-8.[20]
- عضو مراسل في مجمع اللغة العربية بدمشق، منذ عام 2002.
- رئيس لجنة البحث في مؤسسة الكويت للتقدُّم العلمي لترشيح شخصيات علمية لنيل جائزة الكويت لعام 2004 في مجال التراث العلمي العربي والإسلامي- علم المخطوطات العربية. وعضو اللجنة حتى عام 2008.
- عضو مجلس عِمادة الدراسات العامَّة في الجامعة العربية المفتوحة وأمين سرِّه، من 2004 إلى 2009.
- عضو عامل في رابطة الأدب الإسلامي العالمية، منذ عام 2005.
- أمين سرِّ مجلس أمناء الجامعة العربية المفتوحة، واللجنة التنفيذية المنبثقة عنه، من 2006 إلى 2010.
- عضو المجلس الدَّولي للغة العربية، بيروت عام 2012.
- عضو المجلس العلمي لمعجم الدوحة التاريخي للغة العربية، قطر عام 2013.
- خبير في المنظمة العربية للتربية والثقافة والعلوم (الألكسو)، تونس من 2014 إلى 2016.[22]
- عضو الهيئة الاستشارية لمجلة المجمع العلمي اللغوي اليمني، عام 2015.
- عضو رابطة الأدباء الكويتيين، عام 2018.
- عضو المَحفِل العلمي- مِنصَّة أريد العالمية، عام 2018.
- عضو الهيئة الاستشارية لمجلة المجلس العالمي للغة العربية وعلوم اللغة، عام 2021.
- عضو لجنة الاعتماد والنشر في معجم الدوحة التاريخي للغة العربية، عام 2023.

### المؤتمرات والندوات
بلغت المؤتمراتُ والندَوات والدورات التي حضرها قرابة مئة، قدَّم في كثير منها بحوثًا وأوراقًا علمية، في عدد من الدول العربية والعالمية، منها: دمشق (سورية)، تونس، إستانبول (تركيا)، الجزائر، الرِّباط (المغرب)، حلب (سورية)، فيشي (فرنسا)، الكويت، طرابُلُس (ليبيا)، غَرناطة (إسبانيا)، بيروت (لبنان)، حِمص (سورية)، الرياض (السعودية)، الإسكندرية (مصر)، الشارقة (الإمارات)، كوالا لمبور (ماليزيا)، دُبي (الإمارات)، الخُرطوم (السودان)، فاس (المغرب)، القاهرة (مصر)، الدوحة (قطر)، مسقط (عُمان)، عمَّان (الأردُنّ)، لندن (المملكة المتحدة).
ومن هذه الدورات والمؤتمرات: الدورة العالمية الرابعة للسانيات، تونس 1979، ودورة تدريبية (ثلاثة أسابيع) في معهد العلوم اللسانية والصوتية بالجزائر 1981- 1982، ودورة لغوية (ثلاثة أشهر) لتعلُّم اللغة الفرنسية في فيشي- فرنسا 1986، وندوة التراث العلمي العربي للعلوم الأساسية، طرابلس- ليبيا 1990، والندوة العالمية الثامنة لتاريخ العلوم عند العرب- الجوانب المجهولة في تاريخ العلوم العربية، مكتبة الإسكندرية 2004، والمؤتمر الخامس لمجمع اللغة العربية بدمشق- اللغة العربية في عصر المعلوماتية، 2006، والمؤتمر العالمي الثاني للباحثين في القرآن الكريم وعلومه- آفاق خدمة النص والمصطلح في الدراسات القرآنية، فاس 2013، والاجتماع الأول للمجلس العلمي لـ "معجم الدوحة التاريخي للغة العربية" في الدوحة 2013، والاجتماع مع خبراء عرب لمناقشة الوثيقة الخاصة بالبرنامج العربي لتدريب المختصِّين في هندسة مناهج اللغة العربية، المنظمة العربية للتربية والثقافة والعلوم (الألكسو) واللجنة الوطنية اللبنانية لليونسكو 2014، وتمثيل المنظمة العربية للتربية والثقافة والعلوم في ندوة اللغة العربية (الكتابة تعليمًا وتعلُّمًا) في مسقط 2015، والمؤتمر الدَّولي الذي نظمته جامعة السلطان محمد الفاتح الوقفية بالتعاون مع جامعة طرابلس اللبنانية في إستانبول 2015، والمؤتمر الدَّولي الأول للمخطوطات والوثائق التاريخية، الذي نظمته جامعة العلوم الإسلامية الماليزية بكوالا لمبور 2016، والدورة التدريبية في الصناعة المُعجمية، في عمَّان 2017، والمؤتمر الدَّولي لتعليم وتعلُّم اللغة العربية (الإبداع والابتكار في تعليم وتعلُّم العربية) المنعقد بجامعة وستمنستر في لندن بالاشتراك مع مركز شارك  2017، ومؤتمر مكة الدَّولي الثاني للغة العربية وآدابها (اللغة العربية والتعليم عن بعد) عُقد بمنصَّة (زووم) 2021، والمُلتقى الافتراضي الدَّولي الأول: التراث اللغوي العربي والمناهج اللسانية الحديثة بين الأصالة والتجديد، في جامعة باتنة بالجزائر 2022.

### في التحقيق
1. أسباب حدوث الحروف لابن سينا، تحقيق بمشاركة الدكتور يحيى مير علم، مجمع اللغة العربية بدمشق 1983.
2. رسالة اللُّثغة للكِندي، نُشرت في مجلة مجمع اللغة العربية، المجلد 60 عام 1985.
3. علم التعمِية واستخراج المُعَمَّى عند العرب (الجزء الأول)، دراسة وتحقيق بمشاركة الدكتور محمد مراياتي، والدكتور يحيى مير علم، مجمع اللغة العربية بدمشق 1987.
4. علم التعمية واستخراج المُعَمَّى عند العرب (الجزء الثاني). دراسة وتحقيق بمشاركة الدكتور محمد مراياتي، والدكتور يحيى مير علم، مجمع اللغة العربية بدمشق 1997.
5. الدرُّ النثير والعذب النَّمِير في شرح كتاب التيسير للمالَقي[23] (ت 705هـ)، 3 أجزاء، دراسة وتحقيق، مجمع اللغة العربية بدمشق ط1/ 2006، ونشرة جائزة الكويت الدَّولية للقرآن الكريم بالكويت ط2/ 2019.
6. ذاتُ القوافي لابن الدُّرَيهِم، حَوليَّات كلية الآداب والعلوم الاجتماعية بجامعة الكويت، الحَولية (24)، عام 2004.
7. عُمدة النِّحرير في الإدغام الكبير، تحقيق وتقديم، مجلة معهد المخطوطات العربية، المجلد 60 الجزء الأول، عام 2016.
8. كشف المُغَمَّى عن أصول المُعَمَّى، تحقيق وتقديم، مجلة البيان الكويت، العدد 592 عام 2019.
9. ترجمة موسوعة علم التعمية واستخراج المعمَّى عند العرب (إلى اللغة الإنجليزية) في ستة أجزاء، تولَّت الترجمةَ مدينةُ الملك عبد العزيز للعلوم والتقنية، ومركز الملك فيصل للبحوث والدراسات الإسلامية بالرياض، بين عامي 2002 و2007.

### في التأليف
1. إحصاء الأفعال العربية في المعجم الحاسوبي (الجزء الأول). بمشاركة الأستاذ مروان البوَّاب، والدكتور محمد مراياتي، والدكتور يحيى مير علم، مكتبة لبنان 1996.
2. المُفاخرات والمُناظرات، دار البشائر الإسلامية، بيروت 2000.
3. كيف تغدو فصيحًا عَفَّ اللسان، دار البشائر الإسلامية، بيروت ط1/ 2002، ونشرة مجلة الوعي الإسلامي بالكويت في إصدارها (39) ط2/ 2012م.
4. قواعد الإملاء والعدد وعلامات الترقيم، بمشاركة الأستاذ مروان البوَّاب، ملحق بالطبعة السادسة للقاموس المحيط، مؤسسة الرسالة 1998، وملحق بمختار الصَّحاح، مؤسسة الرسالة 2001، وصدر مُفردًا عن مجلة الوعي الإسلامي في إصدارها (93) عام 2014.
5. علم الأصوات عند العرب ونصوص مختارة، طُبع مصوَّرًا في قسم التخصُّص من معهد الفتح الإسلامي، دمشق 1998م.
6. الجلَسات العملية لقسم اللغة العربية، بمشاركة الأستاذ مروان البوَّاب، جامعة دمشق 1999- 2000.
7. دليل جموع التكسير، بمشاركة الأستاذ مروان البوَّاب، والأستاذ ممدوح عثمان، دار الرضا للنشر، دمشق 2003.
8. مهارات الاتصال في اللغة العربية، في جزأين، بمشاركة الدكتور عبد اللطيف الخطيب والدكتور سعد مصلوح والدكتور قبَّاري شحاتة، الجامعة العربية المفتوحة بالكويت 2007.
9. تحت راية العربية: مقالاتٌ وبحوثٌ في العربية ورجالاتها، دار الثقافة والتراث، دمشق 2008.[24]
10. من أفانين الأدب: مختاراتٌ من روائع الشعر والنثر، مركز الوسطية ومنتدى الأدب الإسلامي بوِزارة الأوقاف، الكويت ط1/ 2008، ثم صدر في طبعة مَزيدة ومنقَّحة عن دار المِرقاة بالكويت ط2/ 2023.
11. العربية وطرائقُ اكتسابها، منتدى النهضة والتواصُل الحضاري، جمهورية السودان، الخُرطوم 2010.
12. ملامحُ من بيان العربية وجمالها، إدارة الثقافة الإسلامية بوِزارة الأوقاف بدولة الكويت 2012.
13. روائع وبدائع: روائعُ من بيان النبوَّة وبدائعُ من بيان الآل والأصحاب، مَبَرَّة الآل والأصحاب، الكويت 2012.
14. مختارات من ديوان عمر أبو ريشة، مؤسسة جائزة عبد العزيز سُعود البابطين للإبداع الشعري، الكويت 2014.
15. من رجالات دمشق: خواطرُ وسوانحُ وذكرياتٌ، دار المقتبس بيروت 2014.
16. مدخل إلى المهارات اللغوية، مقرَّر جامعي بمشاركة الدكتور عبد المجيد فلاح، والدكتور عَمرو سعد، والدكتور محمد المَشَدّ، الجامعة العربية المفتوحة بالكويت 2015.
17. نحو اجتناب اللَّحْن في الخَطابة، دار الظاهرية الكويت 2017.
18. المعجم العربي: دراسةٌ لتنافُر الحروف في جُذور العربية (رسالته للماجستير)، دار المقتبس بيروت 2018.
19. اللغة العربية مهارات وفنون (مقرَّر جامعي) بمشاركة الدكتور إيهاب النجدي، الجامعة العربية المفتوحة بالكويت 2020.
20. تباريحُ في حبِّ العربية، دار القلم بدمشق 2021.
21. الكحَّالون العرب والمسلمون وأثرهم في تطوُّر طبِّ العيون، بمشاركة الدكتور ظافر الوفائي مؤلفًا، والدكتور الطيان مراجعًا ومدققًا ومصححًا ومقدِّمًا، دار النفائس بيروت 2021.
22. بداية البليغ (وهو شرحٌ لكتاب دروس البلاغة العربية لحفني ناصف وزملائه)، دار المِرقاة للدراسات والنشر، الكويت 2023.
23. بداية الأديب (مختارات أدبية، شرحٌ ودراسة وتحليل)، دار المِرقاة للدراسات والنشر، الكويت 2023.
24. المشاركة في كتاب (العلامة المحقِّق أ.د. محمد الدَّالي- كتاب تَذكاري) بثلاث مقالات، كلية الآداب بجامعة الكويت 2023.

### البحوث والمقالات
نشر جمًّا وفيرًا من البحوث والمقالات في مجلات علمية محكَّمة ومجلات أدبية وثقافية، وفي مواقع شبكية رصينة، بلغت زُهاء 300 بحث ومقالة، نكتفي بذكر عددٍ منها:
1. المؤتمر الثاني حول اللغويات الحسابية العربية، مجلة مجمع اللغة العربية بدمشق، مجلد 65 ج3 عام 1990.
2. دفاع عن كتاب التيسير للداني، مجلة مجمع اللغة العربية بدمشق، مجلد 67 ج2 عام 1993.
3. علم الأصوات عند العرب، مجلة مجمع اللغة العربية بدمشق، مجلد 69 ج 4 عام 1994.[25]
4. القراءات القرآنية وعَلاقتها بالأصوات واللهَجات، مجلة مجمع اللغة العربية بدمشق، مجلد 72 ج2 عام 1997.
5. مقاصد الفصول المترجمة عن حلِّ الترجمة لابن دُنَينِير، بالمشاركة، مجلة التاريخ العربي في الرِّباط، العدد 4 عام 1997.
6. رِيادة العرب في علم التعمية واستخراج المُعَمَّى عند العرب، بالمشاركة، مجلة عالم الفكر الكويتية 1989.
7. نظام تربوي حاسوبي للتعلُّم- تطبيق على اللغة العربية، رؤية وبحث، مجلة التقدُّم العلمي في الكويت، العدد 20 عام 1997.
8. إحياء العَروض، مجلة مجمع اللغة العربية بدمشق، المجلد 73 ج2 عام 1998م.
9. محمود محمد شاكر آخر العمالقة، مجلة الفيصل في الرياض، العدد 266 عام 1998.[26]
10. المعالجة الصرفية للعربية بالحاسوب، المجلة العربية للعلوم الصادرة عن المنظمة العربية للتربية والثقافة والعلوم، العدد 32 عام 1998.
11. ابن الدُّرَيهِم وجهودُه في علم التعمية، مجلة البيان، العدد 362 عام 2000.[27]
12. مقالات العلامة الدكتور محمود محمد الطناحي: صفحاتٌ في التراث والتراجم واللغة والأدب، مجلة العربي، العدد 524 عام 2004.[28]
13. عبد الحميد البَسْيوني رجلٌ ملأ العلمُ إهابَه، جريدة الوطن الكويتية، في 2/ 4/ 2004، ثم نُشر بزيادات وتعديلات في مجلة البيان.
14. العربية لغة العلم، مجلة مجمع اللغة العربية بدمشق، المجلد 80 ج 3 عام 2005م.
15. مخطوطات التعمية في تراثنا، مجلة معهد المخطوطات العربية، المجلد 47 ج2 عام 2003.[29]
16. الأستاذ عاصم البَيطار وأمانة العلم والتعليم، جريدة الرأي العام الكويتية، العدد 13896 الخميس7/ 7/ 2005. ومجلة البيان، العدد 440 عام 2007.
17. العلامة شاكر الفحَّام مازجَ اللغة بالأدب، مجلة البيان، العدد 422 عام 2005.
18. منهجية تحقيق المخطوطات، مجلة النور، العدد 247 عام 2005.
19. أحمد راتب النفَّاخ معلِّم الإتقان، جريدة الراي، العدد 10523 أبريل 2008. ثم نُشر في مجلة الوعي الإسلامي، العدد 515 أغسطس 2008.
20. اللُّثغة في التراث العربي، مجلة التقدُّم العلمي، العدد 64 عام 2009.
21. الإبانة في تفصيل ماءات القرآن [للدكتور محمد أحمد الدالي]، جريدة الراي، 28/ 4/ 2010.
22. الشيخ شعيب الأرنؤوط عقلٌ حرّ وعطاءٌ مستمرّ، جريدة الراي، 5/ 5/ 2010.
23. تجرِبتي مع أركون، جريدة الراي، 20/ 10/ 2010.
24. جائزة الكويت مفخَرة من مفاخرها، مجلة العربي، العدد 636 عام 2011م.
25. فوائتُ ابن مالك من أفعال اللفيف المَفْروق، مجلة الدراسات اللغوية، المجلد 14 العدد 3 عام 2012.
26. منهجية التحقيق في الدراسات القرآنية: كتبُ القراءات نموذجًا، مجلة اللسان العربي بمكتب تنسيق التعريب بالرِّباط التابع للألكسو، العدد 74 عام 2014.
27. سُبل النهوض بتدريس العربية: تجارِبُ ومقترحاتٌ، مجلة المجمع العلمي اللغوي اليمني، العدد الأول عام 2015.
28. جوانبُ مجهولةٌ من تاريخ الكتابة العربية، مجلة اللسان العربي بمكتب تنسيق التعريب بالرِّباط التابع للألكسو، العدد 76 عام 2016.
29. طرائقُ اكتساب العربية في ضوء نظرية ابن خَلدون، مجلة آفاق العلوم (مجلة دَولية محكَّمة تصدر بجامعة زيان عاشور- الجلفة بالجزائر)، العدد 6 عام 2017.
30. علم معرفة رموز الأقلام إنجازٌ عربي حضاري، مجلة التقدُّم العلمي، العدد 97 عام 2017م.
31. من أفانين العربية في البيان والتبيُّن، مجلة العرب (تصدر عن دار اليمامة للبحث والنشر والتوزيع بالرياض) الجزء السابع والثامن، السنة 54، عام 2018م.
32. نحو أمن لغوي، مجلة كلية العلوم الإسلامية في جامعة السلطان محمد الفاتح الوقفية (مجلة نصف سنوية محكَّمة دَولية، تُعنى بالدراسات الإسلامية)، العدد 1 يناير 2020.
33. أثر البلاغة القرآنية في اللفظ والمعنى، بحث محكَّم، مجلة المجلس العالمي للغة العربية، العدد الثاني عام 2021.
34. المتنبِّي مالئُ الدنيا دَوِيًّا، مجلة العربي، العدد 754 عام 2022.
35. كثرة النقد بلاء، مجلة الوعي الإسلامي، فبراير 2023. ثم نُشر موسَّعًا في شبكة الألوكة في 23/ 2/ 2023.
36. وأمَّا أنتِ يا غَزَّة... ففيكِ المَجدُ والعِزَّة، مُدوَّنات موقع الجزيرة، 24/10/ 2023.
37. ثمن الحرية، مُدوَّنات موقع الجزيرة، 26/ 11/ 2023.

### المقدِّمات
قدَّم لعددٍ كبير من الكتب، منها:
1. كنز المُترادفات، للأستاذ ذياب عبد الكريم سارة، دار غراس، الكويت 2004.
2. إحقاق الحقِّ وتبريءُ العرب ممَّا أحدثه عاكِشٌ اليمني في لغتهم ولامية العرب، للشيخ محمد محمود بن التَّلاميد الشِّنقيطي، تحقيق رائد الشلاحي، دار غراس، الكويت 2005.
3. العلامة المربي عبد الرحمن الباني؛ شذَراتٌ من سيرته وشهاداتُ عارفيه، للأستاذ أيمن ذو الغنى، عنوان المقدِّمة: العلامة الباني في مِرآة تلميذه أيمن ذو الغنى، الكويت 2011.
4. دوحة القرآن، تأليفٌ جماعي لطائفة من كُتَّاب شبكة الألوكة، عنوان المقدِّمة: قبل أن تتفيَّأ الدَّوحة، دار الألوكة للنشر بالرياض 2013.
5. المُرشِد إلى اللغة العربية: في تعليم العربية للناطقين بغيرها، للأستاذ محمود المِصري، الكويت 2013.
6. ديوان أزهار دامية، للشاعر إسماعيل الحمَد، الكويت 2013.
7. في حبِّ العربية، للأستاذ ياسر مصطفى، الكويت 2014.
8. ذَرْأةُ أمَل، مجموعة قصصية للأستاذ عبد الله بن أحمد راتب النفَّاخ، عنوان المقدِّمة: على أَعْراقِها تَجْري الجِياد، الكويت 2015.
9. الكافي في شرح الهادي، للإمام عبد الوهَّاب الزَّنجاني (ت 660هـ)، تحقيق الأستاذ فَضْل الحُمَيدان، الكويت 2015.
10. الرحلة الشَّهية للبلاد الشامية، للمؤرِّخ عثمان بن مصطفى الطبَّاع الغزِّي، تحقيق الأستاذ محمد كلَّاب الغزِّي، الكويت 2017.
11. العلامة الشيخ محمد بن لطفي الصباغ الفقيه المحدِّث والداعية المُصلِح، للأستاذ أيمن ذو الغنى، عنوان المقدِّمة: ما ماتَ من أحيا علمًا، المكتب الإسلامي بيروت 2018.
12. التُّحفة البهيَّـة شرح الخُلاصة النحوية من المقدِّمة الآجُرُّومية، للشيخ مشاري محمد المطيري، الكويت 2020.
13. القِنديل الأخير من آل القاسِمي: الشيخ محمد سعيد القاسمي الدمشقي، للشيخ محمد بن ناصر العَجْمي، الكويت 2020.
14. منتخب العِقد الفريد، للدكتور أحمد المحمَّد، الكويت 2020.
15. شموع الذكريات، ديوان شعري للدكتور حسن هيتو، الكويت 2020.

## برامج مسموعة ومرئية

### البرامج الإذاعية
1. في رحاب العربية، برنامج في 30 حلقة، سجَّله في الكويت عام 2005.
2. كيف تغدو فصيحًا عَفَّ اللسان، برنامج في 30 حلقة، سجَّله في الكويت عام 2005.
3. من لطائف الأدب، إعداد وتقديم، في 28 حلقة أُذيعت في إذاعة القرآن الكريم بدولة الكويت، في شهر فبراير(شُباط) 2009.
4. قبَسات من لغة القرآن، إعداد وتقديم، في 31 حلقة أُذيعت في إذاعة القرآن الكريم بدولة الكويت، في شهر مارس (آذار) 2009.
5. من بساتين الكتب، إعداد وتقديم، في 30 حلقة أُذيعت في إذاعة القرآن الكريم بدولة الكويت، في شهر أبريل (نَيْسان) 2009.
6. من إعراب القرآن وبيانه، إعداد وتقديم، في 30 حلقة أُذيعت في إذاعة القرآن الكريم بدولة الكويت، في شهر يونيو(حَزِيران) 2010.
7. ضيف برنامج (طريق الإيمان) في عشرات الحلَقات، في إذاعة القرآن الكريم بدولة الكويت.
8. من روائع الأدب، إعداد وتقديم، في إذاعة القرآن الكريم بدولة الكويت، عام 2012.
9. روائع الشعر الجاهلي، إعداد وتقديم، في 30 حلقة أُذيعت في إذاعة راديو مؤسسة قطر، عام 2012.
10. ملامح من بيان العربية وجمالها، إعداد وتقديم، في 60 حلقة أُذيعت في إذاعة القرآن الكريم بدولة الكويت، عامي 2012 و2013.
11. الأدب الصُّوفي ودوره في الحضارة الإسلامية، حلقة ضمن برنامج (عالم الكتب)، سُجِّلت في إذاعة لندن عام 2017.

### البرامج التلفزية
1. ضيف برنامج (قذائف) للدكتور محمد العوضي، في حلقتين عن اللغة العربية عام 2008.
2. ضيف برنامج د. طالب عمران على الفضائية السورية، في حلقتين، عام 2008.
3. جماليات قرآنية، إعداد وتقديم، في 30 حلقة بُثَّت في قناة المعالي الفضائية في الكويت، في شهر مارس (آذار) 2009.
4. ضيف برنامج (مِداد) في قناة دليل الفضائية، حلقة حوارية عن كتاب معجم أخطاء الكتَّاب للأستاذ صلاح الدين الزَّعْبَلاوي،[30] وعن الأستاذ أحمد راتب النفَّاخ، بُثَّت بتاريخ 22/ 2/ 2012.
5. أحسن الحديث: في بلاغة القرآن، 30 حلقة بُثَّت في قناة مكة الفضائية، عام 2014، ثم أُعيد بثُّها عام 2015.
6. ضيف برنامج (كافيه ثقافي) مع الأستاذ حمود العتيبي، القناة الأولى بتِلفاز الكويت، بُثَّت عام 2014.
7. مداخلة في قناة الجزيرة، عن العربية بمناسبة اليوم العالمي للغة العربية، في 18/ 12/ 2014.
8. لقاء ثقافي في قناة المجلس الكويتية، مع الأستاذ عبد الله مانع، بمناسبة اليوم العالمي للغة العربية 2014.
9. ساعة حوار مع الإعلامي الدكتور فهد السنيدي، بعنوان علم التعمية ودلالات العربية، بُثَّت في قناة المجد، عام 2015.
10. لقاء في قناة الراي الكويتية في برنامج (مسائي)، عن العربية وكيف نغرسُ حبَّها في نفوس أبنائنا، مع المذيع راشد الهلفي، عام 2016.
11. العربية وجمالها وبيانها، 6 حلَقات ضمن برنامج (رسالتي)، بُثَّت في قناة الكويت بلاس، عام 2017.
12. المعلَّقات، ستُّ حلَقات ضمن برنامج (وقَفات)، بُثَّت في قناة العربي عام 2017.
13. تسجيل سبع حلَقات لقناة إثراء الفضائية، ضمن برنامج (وقَفات) في مكتبة الكويت الوطنية، عن سبعة شعراء هم: جَرير، وعُرْوة بن أُذَيْنة، وأبو العَتاهية، وأبو تمَّام، والمتنبِّي، وأبو العلاء المعرِّي، والشيخ صالح الفُرفور، عام 2017.
14. تروي لنا كتبُ الطرائف والأدب، أربع حلَقات لقناة إثراء الفضائية، ضمن برنامج (وقَفات) سُجِّلت في مكتبة الكويت الوطنية، عام 2017.
15. ضيف برنامج (أركان)، في حلقتين على قناة المجلس الكويتية، مع المذيع علي العَجْمي، الأولى بعنوان: من بلاغة القرآن، والأُخرى: اللغة والجِيل، عام 2018.
16. طرائق اكتساب العربية، إحدى عشرة حلقة لقناة إثراء الفضائية، سُجِّلت في رحاب الجامعة العربية المفتوحة، عام 2019.
17. سحر البيان، برنامج يومي لقناة العربي الكويتية، بدأ بثُّه من أول أكتوبر 2021، وسجَّل فيه أكثر من 600 حلقة حتى تاريخ 16/ 9/ 2023.

وسجَّل مئات المقاطع الصوتية والمرئية ونشرها في صفَحاته في الوَثَّاب (واتس أب)، والواجُوه (فيسبوك)، والمِغْراد (تويتر)، والمرئيَّات (يوتيوب)، وهو من واضعي هذه المُصطلحات وناشريها، بديلًا عن الألفاظ الأعجمية الذائعة.  

## جوائزه وتكريمه
حصل على دروع وشهادات تكريمية كثيرة من أبرزها:
- دِرع مركز الملك فيصل للبحوث والدراسات الإسلامية ومدينة الملك عبد العزيز للعلوم والتقنية بالرياض، عام 2003، في حفل إصدار سلسلة ترجمة كتب علم التعمية عند العرب والمسلمين (باللغة الإنجليزية).
- تكريم مع د. عبد اللطيف الخطيب، في المكتبة الوطنية بالكويت، في الأمسيَّة التي أقامها معهد كامز للتدريب ومركز فصحى للاستشارات اللغوية؛ بمناسبة اليوم العالمي للغة العربية عام 2016.
- دِرع صالون اليرموك الثقافي بالكويت، للشيخة فضيلة الصباح، عام 2017.
- جائزة التميُّز في البحث العلمي في الجامعة العربية المفتوحة، عام 2017، عن بحوثه المُنجَزة ما بين 2015 و2017.

## معرض الصور

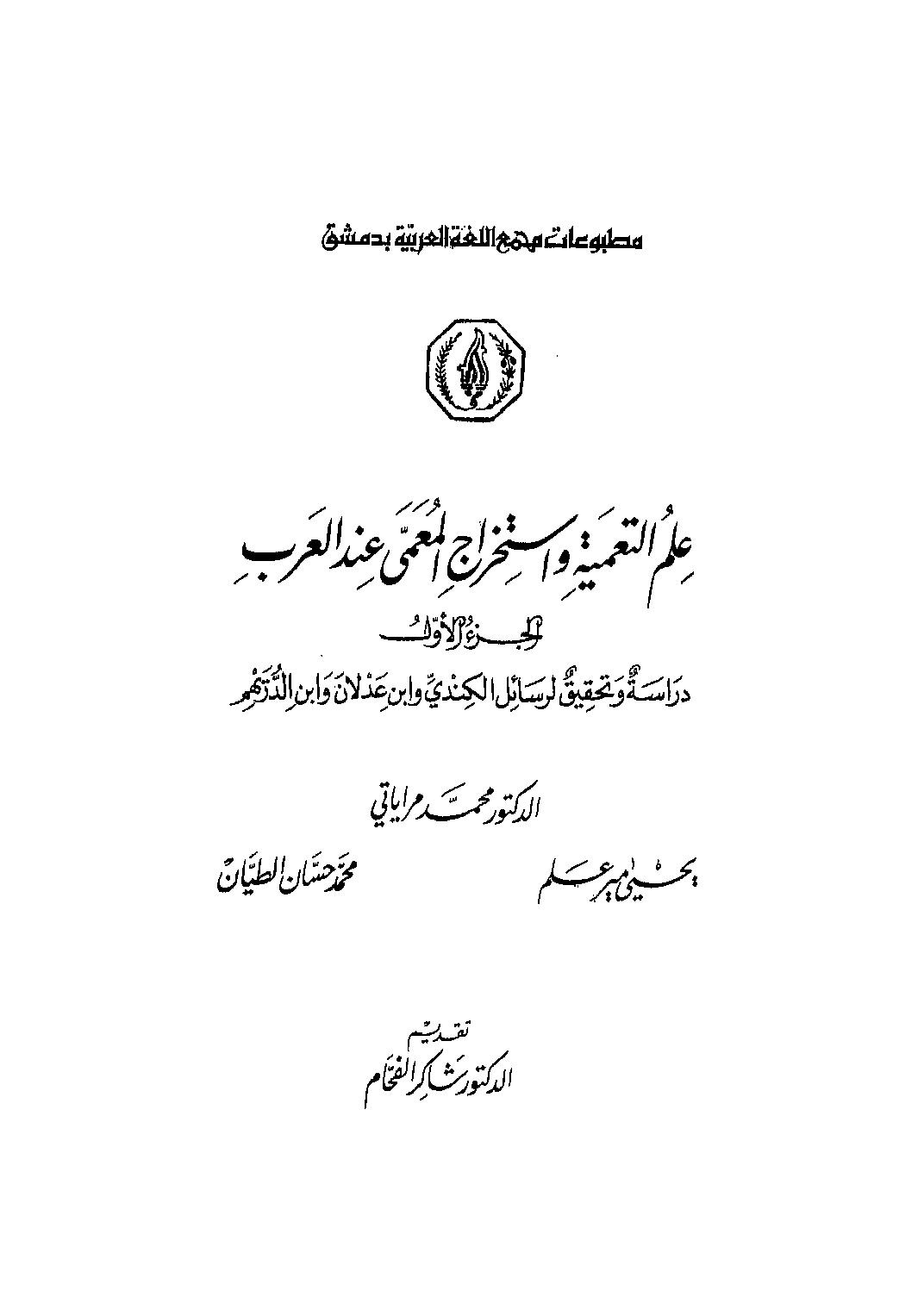
غلاف كتاب علم التعمية واستخراج المعمى عند العرب ج. 1 (1987)
إحصاء الأفعال العربية في المعجم الحاسوبي (1996)
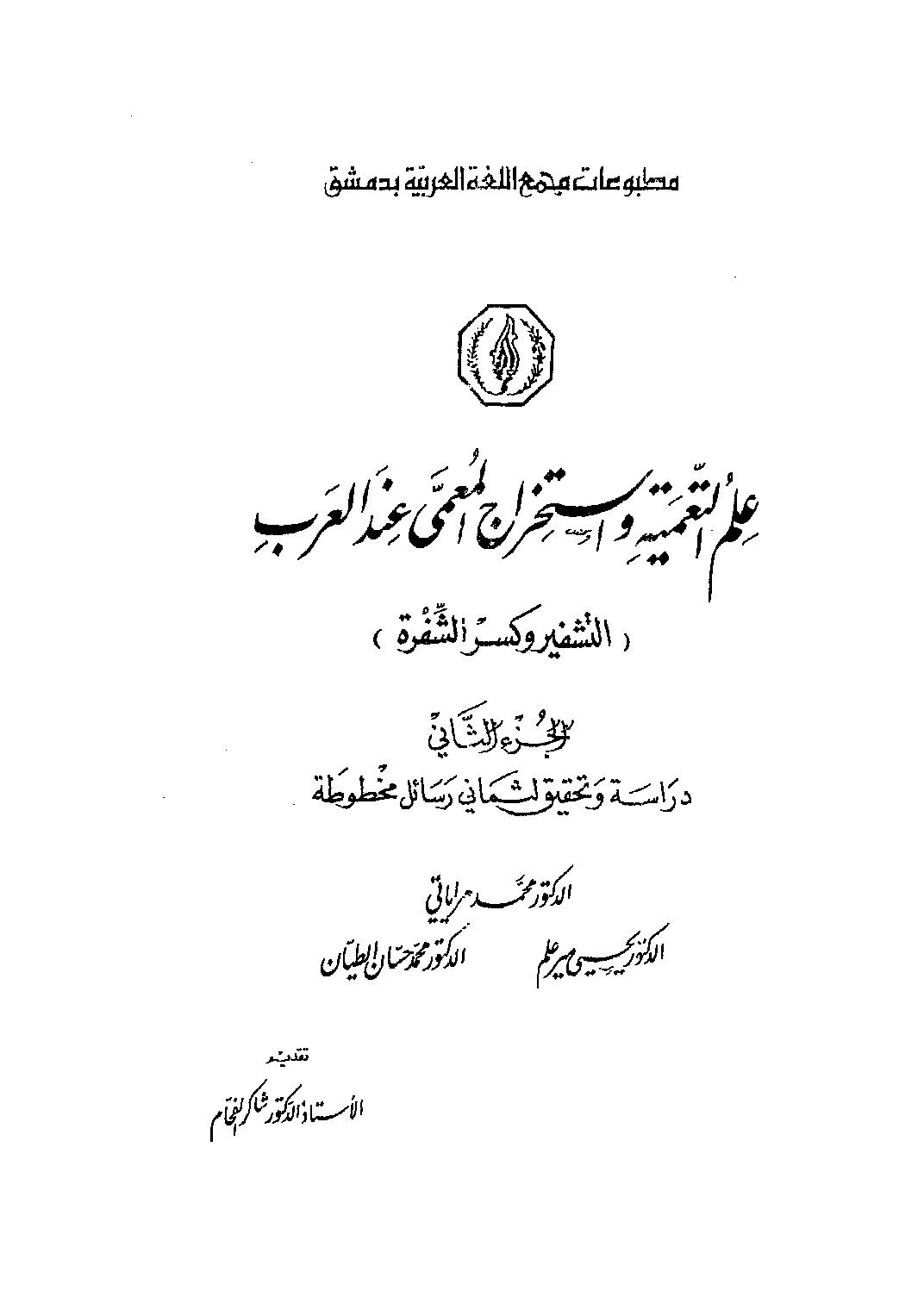
غلاف كتاب علم التعمية واستخراج المعمى عند العرب ج. 2 (1997)

## وصلات خارجية
- محاضرة (سحر البيان) للدكتور محمد حسان الطيان في البيت الحِمصي - إنتاج سكون ميديا
- برنامج | بودكاست شاعر | الحلقة (20) ضيف الحلقة أ.د. محمد حسان الطيان
- شرح كتاب الصرف الصغير لسليمان العُيوني | أ.د. محمد حسان الطيان | المجلس الأول
- الطباق (سحر البيان) للدكتور محمد حسان الطيان
- دورة شرح كتاب دروس البلاغة | أ. د. محمد حسان الطيان
- أحسن الحديث - أثر القرآن في نفوس العرب | أ. د. محمد حسان الطيان
- تأملات في البلاغة القرآنية للأستاذ الدكتور محمد حسان الطيان
- محاضرة / علم الأصوات عند العرب 1 | أ. د. محمد حسان الطيان
- محاضرة / علم الأصوات عند العرب 2 | أ. د. محمد حسان الطيان
- محاضرة / علم الأصوات عند العرب 3 | أ. د. محمد حسان الطيان
- محاضرة / علم الأصوات عند العرب 4 | أ. د. محمد حسان الطيان
- من رجالات دمشق خواطر وسوانح وذكريات - محمد حسان الطيان - دار المقتبس
- ضرورة استعمال اللغة العربية الفصحى في الحياة المعاصرة من تنظيم مجموعة الحضارة الإسلامية